# Catoxyethira
Catoxyethira är ett släkte av nattsländor. Catoxyethira ingår i familjen smånattsländor.

## Dottertaxa tillCatoxyethira, i alfabetisk ordning[1]
- Catoxyethira abongae
- Catoxyethira apicospinosa
- Catoxyethira badyi
- Catoxyethira bilongae
- Catoxyethira bombolensis
- Catoxyethira botosaneanui
- Catoxyethira catichae
- Catoxyethira cavallyi
- Catoxyethira ciliata
- Catoxyethira crenulata
- Catoxyethira crinita
- Catoxyethira darrieti
- Catoxyethira decampi
- Catoxyethira disymetrica
- Catoxyethira djenebae
- Catoxyethira elongata
- Catoxyethira elouardi
- Catoxyethira fasciata
- Catoxyethira fonensis
- Catoxyethira fonkouae
- Catoxyethira formosae
- Catoxyethira foumbani
- Catoxyethira giboni
- Catoxyethira gimouae
- Catoxyethira giudicellii
- Catoxyethira graboensis
- Catoxyethira hougardi
- Catoxyethira iloui
- Catoxyethira improcera
- Catoxyethira incompta
- Catoxyethira kourinioni
- Catoxyethira lanceolata
- Catoxyethira laurenceae
- Catoxyethira lelouma
- Catoxyethira leynarti
- Catoxyethira lohoueae
- Catoxyethira mali
- Catoxyethira mouensis
- Catoxyethira namoronae
- Catoxyethira nzoi
- Catoxyethira ocellata
- Catoxyethira ombeensis
- Catoxyethira pinheyi
- Catoxyethira pougoueae
- Catoxyethira razanamiadanae
- Catoxyethira robisoni
- Catoxyethira ruvuensis
- Catoxyethira spinifera
- Catoxyethira stolzei
- Catoxyethira taiensis
- Catoxyethira tonyeae
- Catoxyethira vanandeli
- Catoxyethira vedonga
- Catoxyethira veruta
- Catoxyethira wouafondayoae